# Городница (Немировский район)
Городни́ца (укр. Городниця) — село на Украине, находится в Немировском районе Винницкой области.
Код КОАТУУ — 0523084202. Население по переписи 2001 года составляет 89 человек. Почтовый индекс — 22856. Телефонный код — 4331.
Занимает площадь 0,582 км².

## Адрес местного совета
22833, Винницкая область, Немировский р-н, с. Коржовка
с.Райгород